# Милош Дегенек
Милош Дегенек (Книн, 28. април 1994) аустралијски је фудбалер српског порекла. Тренутно наступа за ТСЦ.

## Клупска каријера
Родио се у српској породици у Книну, а живео је у Орлићу одакле му је очева породица, док су са мајчине стране из Мокрог Поља. После хрватске војне операције Олуја 1995. године, морао је са породицом да дође у Србију. Затим се сели у Аустралију и са осам година је почео да тренира фудбал у српском клубу из Сиднеја Бели Орлови. Остао је ту до 13 године и онда прелази у клуб Сиднеј из Новог Јужног Велса.
Био је капитен репрезентације Аустралије до 17 година и учесник Мундијала за играче до 17 година у Мексику на ком је играо две утакмице. Преко Мирослава Стевића је ступио у контакт са људима из Штутгарта и тамо одлази на пробу. Потписао је професионални уговор са „швабама”, али је убрзо доживео повреду Ахилове тетиве и уследила је пауза од годину дана. Морао је опет испочетка, одлази на пробу у Минхен 1860. Три недеље је био са њима на припремама, а након тога потписује уговор. У овом клубу је у наредних годину и по дана одиграо 33 утакмице у Другој лиги Немачке.
Почетком 2017. Дегенек је потписао уговор са јапанским Јокохама Ф. Маринос. Дана 25. фебруара у мечу против Урава Ред Дајмондса, дебитовао је у Џеј лиги. Дана 21. априла 2018. у дуелу против екипе Шонан Белмаре је постигао свој први гол за Јокохаму. У дресу Јокохаме је одиграо 37 првенствених мечева на којима је постигао два гола.
Почетком јула 2018. године је потписао трогодишњи уговор са Црвеном звездом. Био је стандардан у екипи Црвене звезде која је остварила пласман у Лигу шампиона, а управо су његове две асистенције на утакмици против Салцбурга значајно допринеле пласману у најквалитетније европско клупско такмичење. Дегенек је наступио на свих шест утакмица у групној фази Лиге шампиона, а током јесењег дела сезоне 2018/19. је одиграо 33 од 37 званичних утакмица за црвено-беле. У јануару 2019. године напушта Звезду и прелази у Ал Хилал из Саудијске Арабије, са којим је потписао троипогодишњи уговор. Дегенек је у другом делу сезоне 2018/19. забележио 18 наступа у дресу Ал Хилала, да би се 22. јула 2019. вратио у Црвену звезду на једногодишњу позајмицу. Са црвено-белима је поново изборио пласман у Лигу шампиона, након чега је клуб 31. августа 2019. откупио његов уговор од Ал Хилала.
У јануару 2022. напустио је Црвену звезду и потписао за Коламбус кру, члана МЛС лиге. У јулу наредне године се вратио у Црвену звезду са којом је потписао двогодишњи уговор. Услед повреде пете и операције пропустио је други део такмичарске 2023/24.
У децембру 2024. године Милош Дегенек је напустио Црвену звезду, након споразумног раскида уговора.

## Репрезентација
Током 2012. године је наступао за репрезентацију Србије до 19 година, док је селектор био Љубинко Друловић. Играо је осам утакмица у квалификацијама, али се није нашао на коначном списку играча за Европско првенство.
Дебитовао је за сениорску репрезентацију Аустралије против Енглеске 27. маја 2016. године. Први пут је започео утакмицу недељу дана касније, играјући свих 90 минута у победи над Грчком.
У мају 2018. године био је уврштен у екипу Аустралије за Светско првенство 2018. године у Русији.

## Статистика

### Клупска
Ажурирано 9. јуна 2024.
| Клуб             | Сезона   | Лига                        | Лига    | Лига   | Национални куп | Национални куп | Лига куп | Лига куп | Континентално | Континентално | Остало  | Остало | Укупно  | Укупно |
| Клуб             | Сезона   | Дивизија                    | Наступа | Голова | Наступа        | Голова         | Наступа  | Голова   | Наступа       | Голова        | Наступа | Голова | Наступа | Голова |
| ---------------- | -------- | --------------------------- | ------- | ------ | -------------- | -------------- | -------- | -------- | ------------- | ------------- | ------- | ------ | ------- | ------ |
|                  |          |                             |         |        |                |                |          |          |               |               |         |        |         |        |
| Штутгарт II      | 2012/13. | 3. лига                     | 0       | 0      | 0              | 0              | —        | —        | —             | —             | —       | —      | 0       | 0      |
| Штутгарт II      | 2013/14. | 3. лига                     | 9       | 0      | 0              | 0              | —        | —        | —             | —             | —       | —      | 9       | 0      |
| Штутгарт II      | 2014/15. | 3. лига                     | 0       | 0      | 0              | 0              | —        | —        | —             | —             | —       | —      | 0       | 0      |
| Штутгарт II      | Укупно   | Укупно                      | 9       | 0      | 0              | 0              | —        | —        | —             | —             | —       | —      | 9       | 0      |
|                  |          |                             |         |        |                |                |          |          |               |               |         |        |         |        |
| Минхен 1860      | 2015/16. | Друга Бундеслига Немачке    | 25      | 1      | 3              | 0              | —        | —        | —             | —             | —       | —      | 28      | 1      |
| Минхен 1860      | 2016/17. | Друга Бундеслига Немачке    | 8       | 0      | 1              | 0              | —        | —        | —             | —             | —       | —      | 9       | 0      |
| Минхен 1860      | Укупно   | Укупно                      | 33      | 1      | 4              | 0              | —        | —        | —             | —             | —       | —      | 37      | 1      |
|                  |          |                             |         |        |                |                |          |          |               |               |         |        |         |        |
| Јокохама маринос | 2017.    | Џеј 1 лига                  | 25      | 0      | 2              | 0              | 1        | 0        | —             | —             | —       | —      | 28      | 0      |
| Јокохама маринос | 2018.    | Џеј 1 лига                  | 12      | 2      | 0              | 0              | 3        | 1        | —             | —             | —       | —      | 15      | 3      |
| Јокохама маринос | Укупно   | Укупно                      | 37      | 2      | 2              | 0              | 4        | 1        | —             | —             | —       | —      | 43      | 3      |
|                  |          |                             |         |        |                |                |          |          |               |               |         |        |         |        |
| Ал Хилал         | 2018/19. | Прва лига Саудијске Арабије | 11      | 0      | 2              | 0              | —        | —        | 5             | 0             | —       | —      | 18      | 0      |
|                  |          |                             |         |        |                |                |          |          |               |               |         |        |         |        |
| Црвена звезда    | 2018/19. | Суперлига Србије            | 20      | 0      | 0              | 0              | —        | —        | 13            | 0             | —       | —      | 33      | 0      |
| Црвена звезда    | 2019/20. | Суперлига Србије            | 22      | 1      | 3              | 0              | —        | —        | 11            | 1             | —       | —      | 36      | 3      |
| Црвена звезда    | 2020/21. | Суперлига Србије            | 30      | 0      | 5              | 0              | —        | —        | 12            | 0             | —       | —      | 47      | 0      |
| Црвена звезда    | 2021/22. | Суперлига Србије            | 7       | 0      | 1              | 0              | —        | —        | 7             | 0             | —       | —      | 15      | 0      |
|                  |          |                             |         |        |                |                |          |          |               |               |         |        |         |        |
| Коламбус кру     | 2022.    | МЛС                         | 28      | 0      | 0              | 0              | —        | —        | —             | —             | —       | —      | 28      | 0      |
| Коламбус кру     | 2023.    | МЛС                         | 12      | 0      | 1              | 0              | —        | —        | 0             | 0             | —       | —      | 13      | 0      |
| Коламбус кру     | Укупно   | Укупно                      | 40      | 0      | 1              | 0              | —        | —        | 0             | 0             | —       | —      | 41      | 0      |
|                  |          |                             |         |        |                |                |          |          |               |               |         |        |         |        |
| Црвена звезда    | 2023/24. | Суперлига Србије            | 5       | 0      | 1              | 0              | —        | —        | 1             | 0             | —       | —      | 7       | 0      |
| Црвена звезда    | Укупно   | Укупно                      | 84      | 2      | 10             | 0              | —        | —        | 44            | 1             | —       | —      | 138     | 3      |
|                  |          |                             |         |        |                |                |          |          |               |               |         |        |         |        |
| Каријера         | Каријера | Каријера                    | 214     | 5      | 19             | 0              | 4        | 1        | 49            | 1             | —       | —      | 286     | 7      |
|                  |          |                             |         |        |                |                |          |          |               |               |         |        |         |        |

| Аустралија | Аустралија | Аустралија |
| Године     | Наступа    | Голова     |
| ---------- | ---------- | ---------- |
| 2016.      | 5          | 0          |
| 2017.      | 10         | 0          |
| 2018.      | 5          | 1          |
| 2019.      | 8          | 0          |
| 2020.      | 0          | 0          |
| 2021.      | 5          | 0          |
| 2022.      | 9          | 0          |
| 2023.      | 3          | 0          |
| Укупно     | 45         | 1          |

| #  | Датум              | Место | Противник | Гол   | Резултат | Такмичење   |
| -- | ------------------ | ----- | --------- | ----- | -------- | ----------- |
| 1. | 30. децембар 2018. |       | Оман      | 4 : 0 | 5 : 0    | Пријатељска |

## Трофеји, награде и признања

### Екипно
Ал Хилал
- АФК Лига шампиона : 2019.[25]

Црвена звезда
- Суперлига Србије (5): 2018/19,[43] 2019/20,[44] 2020/21,[45] 2021/22,[46] 2023/24.[47]
- Куп Србије (3): 2020/21,[48] 2021/22,[49] 2023/24.[50]